# Кизилсок
Кизилсо́к (каз. Қызылсоқ) — село у складі Жамбильського району Алматинської області Казахстану. Входить до складу Карасуського сільського округу.
Населення — 180 осіб (2021; 194 у 2009, 141 у 1999, 192 у 1989).